# Sarah Vowell

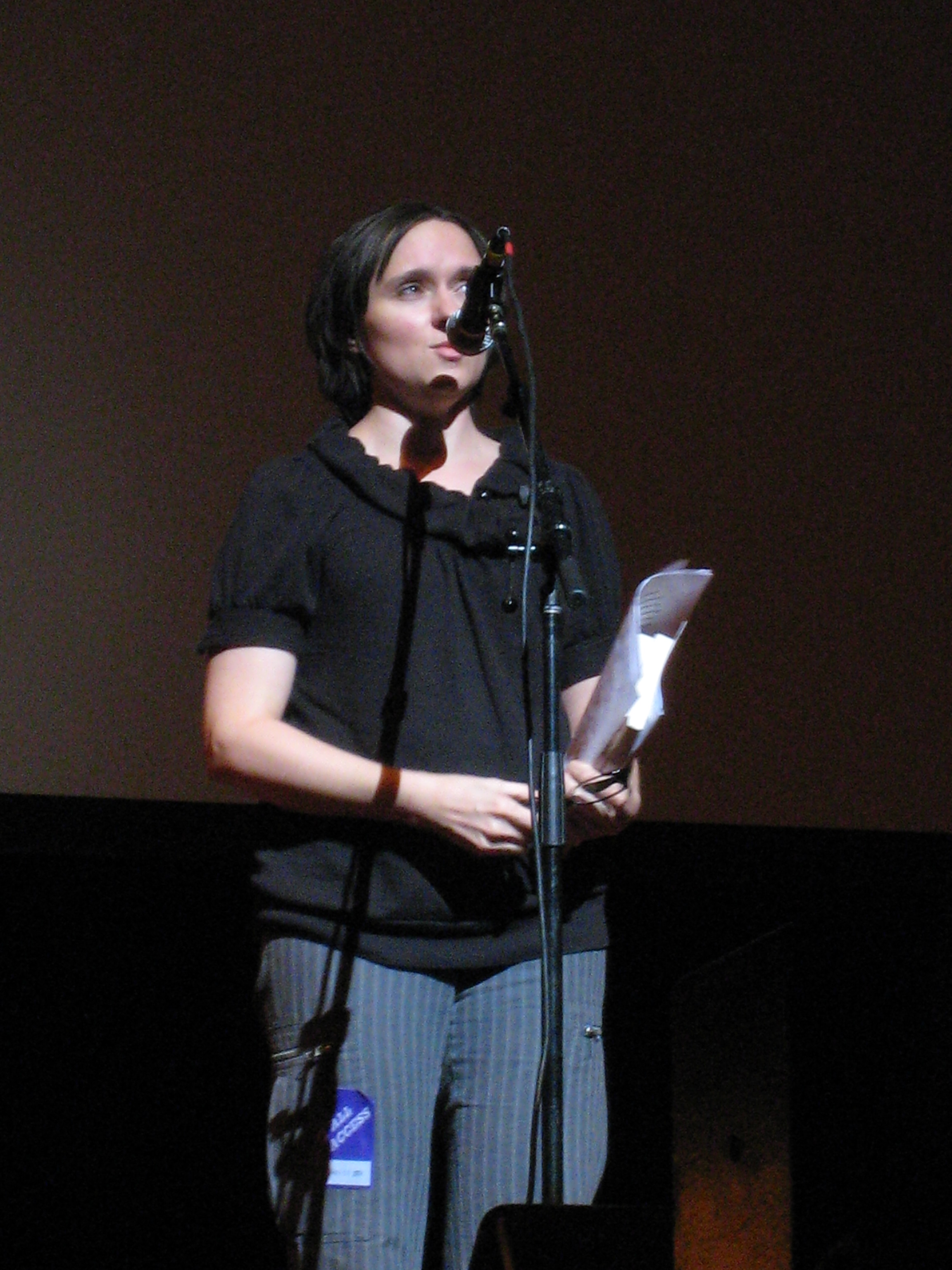
Sarah Vowell 2007

Sarah Jane Vowell (* 27. Dezember 1969 in Muskogee (Oklahoma)) ist eine US-amerikanische Autorin, Journalistin, Essayistin und Gesellschaftskritikerin. Sie hat fünf Bücher zur amerikanischen Geschichte und Kultur verfasst und war von 1996 bis 2008 Redakteurin der Radio-Sendung This American Life im Public Radio International. In den beiden Animationsfilmen Die Unglaublichen – The Incredibles und Die Unglaublichen 2 sprach sie die Rolle der Violet Parr.

## Ausbildung
Vowell erhielt 1993 einen B.A. in Sprachen und Literatur an der Montana State University. Am Art Institute of Chicago machte sie 1996 ihren M.A. in Kunstgeschichte.
1996 erhielt sie den Music Journalism Award.

## Werke
- Radio On: A Listener’s Diary. 1997, ISBN 0-312-18301-1.
- Take the Cannoli: Stories From the New World. 2000, ISBN 0-7432-0540-5.
- The Partly Cloudy Patriot. 2002, ISBN 0-7432-4380-3.
- Assassination Vacation. 2005, ISBN 0-7432-6003-1.
- The Wordy Shipmates. 2008, ISBN 1-59448-999-8.
- Unfamiliar Fishes. 2011, ISBN 1-59448-787-1.
- Lafayette in the Somewhat United States. 2015.